# Motobu Chōki
Motobu Chōki (本部 朝基), född i Akahira i Shuri den 5 april 1870, död den 15 april 1944 i Shuri på Okinawa, var den som grundade karatestilen Motobu-ha av Shitō-ryū.

## Bakgrundsförutsättningar
Motobu Chōkis far adelsmannen Motobu Chōshin (Motobu Aji Chosin) var ättling till den okinawanske kungens, Shō Shitsu (1629–1668) sjätte son Shō Kōshin, även känd som Prins Motobu Chōhei (1655–1687). Chōki var Motobu Uduns ("Motobupalatset") tredje son, en sekundogenitur till den kungliga Okinawanska Shō-familjen. En äldre bror var karatekan Motobu Chōyū. Som den yngste av tre söner var Motobu Chōki inte berättigad till utbildning i sin familjs stil av Te (hand = tidigare namn för karate).

## Skolning
Detta utgångsläge till trots var Motobu mycket intresserad av teknikerna och tillbringade mycket av sin ungdom med utbildning på egen hand, med att slå på makiwara, en slags mits och stöta och lyfta tunga stenar för att öka sin styrka. Han uppges ha varit mycket vig, vilket gav honom smeknamnet Motobu no Saru, eller "Apan Motobu". Även om han hade rykte om sig bland sina belackare att ha varit en våldsam och rå slagskämpe, blev han utan formell utbildning ändå elev hos flera av Okinawas mest framstående karateutövare.  Han hade börjat träna karate för Matsumura Sōkon och fortsatte under Itosu Ankō, Sakuma Pechin, Matsumora Kōsaku och Tokumine Pechin (1860–1910).
Med åren fick Motobu många betydande elever.